# والورک
والورک (به فرانسوی: Vallourec) یا ولورک شرکت فولاد فرانسوی است، که دفتر مرکزی آن در بولونی بیانکور، پاریس، فرانسه مستقر می‌باشد. این شرکت بعنوان مشاور برای بازارهای انرژی، همچنین بعنوان ارائه‌دهنده خدمات صنعتی به بخش‌های ساخت‌وساز، خودروسازی و مکانیکی نیز فعالیت می‌نماید.
تخصص اصلی شرکت والورک در زمینه نورد لوله‌های فولادی می‌باشد، که آنرا توسعه داده و این فناوری را وارد صنایع خودروسازی و سایر بخش‌های صنعتی نموده‌است.
بخشی از سهام شرکت والورک در بازار بورس یورونکست پاریس معامله می‌شود و جزئی از شاخص کاک ۴۰ به‌شمار می‌آید. تعداد کارکنان والورک بیش از ۲۲ هزار نفر بوده، که در بخش تولید، اکتشاف و سایر بخش‌های این شرکت، در بیش از ۲۰ کشور جهان فعالیت می‌کنند.